# GO TO SONG 2
『GO TO SONG 2』（ゴー・トゥー・ソング・ツー）は、後藤邑子の2枚目のオリジナルアルバム。2008年12月25日にランティスから発売された。

## 概要
なお、テレビCMでは共演作の多い小野大輔らも友情出演している。

## 収録曲
1. 青春アリス [2:55]
  - 作詞：後藤邑子／作曲・編曲：藤末樹
2. Butlerスイッチオーン! [3:44] ※2ndシングル
  - テレビアニメーション『君が主で執事が俺で』エンディングテーマソング

作詞：橋本みゆき／作曲・編曲：斎藤悠弥
3. 情熱閃光応援団 [4:19]
作詞：畑亜貴／作曲・編曲：三浦誠司
4. Bloken ID [3:33]
作詞・作曲・編曲：藤末樹
5. 桜トンネル [4:15]
作詞：後藤邑子／作曲・編曲：山口朗彦
6. ヨロシクRED ZONE [3:34] ※1stシングル
作詞：畑亜貴／作曲：宮崎京一／編曲：宮崎京一・ms-jacky
7. 未来の想い出 [3:55]
  - PCゲーム『Dear Pianissimo refrain』オープニングテーマ

作詞・作曲：橋本みゆき／編曲：鈴木マサキ
8. 忘れる前にしたいこと [5:13] ※1stシングル『ヨロシクRED ZONE』カップリングソング
作詞：畑亜貴／作曲：田代智一／編曲：安藤高弘
9. BAD GIRL Messengerrrrr [3:28]
作詞：畑亜貴／作曲：POM／編曲：近藤薫・POM
10. ごほうびのキスをあげるわ [4:53] ※2ndシングル『Butlerスイッチオーン!』カップリングソング
  - 作詞：後藤邑子・橋本みゆき／作曲：橋本みゆき／編曲：鈴木マサキ
11. プアゾン [3:25]
歌：プアゾン[メンバー 1]
作詞：橋本みゆき／作曲・編曲：前澤寛之

### ユニットメンバー
1. ↑  レッド（後藤邑子）、ゴールド（橋本みゆき）、パープル（ランティスのプロデューサー）